# Die Klabriaspartie
Die Klabriaspartie ist ein im wienerisch-jüdischen Jargon gehaltenes Theaterstück. Es war die erfolgreichste jüdische Jargonposse im deutschsprachigen Raum vor 1938. Das 1890 erstmals aufgeführte Stück erlebte bis 1925 rund 5000 Aufführungen.
Verfasser des Stückes war Adolf Bergmann (gestorben verarmt in einer psychiatrischen Anstalt vor 1925), der dieses am 8. November 1890 in einer Vorstellung des Budapester Orpheums in Wien uraufführte. Das Stück ist eine Übersetzung und freie Bearbeitung eines gleichnamigen Einakters (Originaltitel: A kalábriász parti) des ungarischen Autors und Varietédirektors Antal Orozzi, auch Oroszi genannt, Pseudonym Caprice (gest. Fiume 1904).

## Geschichte
Die Uraufführung der ungarischen Originalfassung fand 1889 im jüdischen Unterhaltungstheater Folies Caprice in Budapest statt. Den Kibitz spielte Sándor Rott (1868–1942, bekannt als „Klein Rott“, nicht verwandt mit Max Rott, der in Wien später den „Reis“ darstellte).
 Adolf Bergmann fügte dem Stück eigene Dialoge hinzu, übersetzte es in wienerisch-jüdische Jargonsprache und verlegte die Handlung vom fiktiven Budapester Café Abeles ins ebenso fiktive Wiener Café Spitzer. Allerdings gab es in Wien tatsächlich zu dieser Zeit ein Café namens „Spitzer“ an der Adresse Taborstraße 2, auf der Leopoldstädter Seite der Ferdinandsbrücke situiert, das als Vorbild für das Kaffeehaus in der „Klabriaspartie“ gedient haben könnte (die Ferdinandsbrücke wird auch einmal im Stücktext erwähnt).

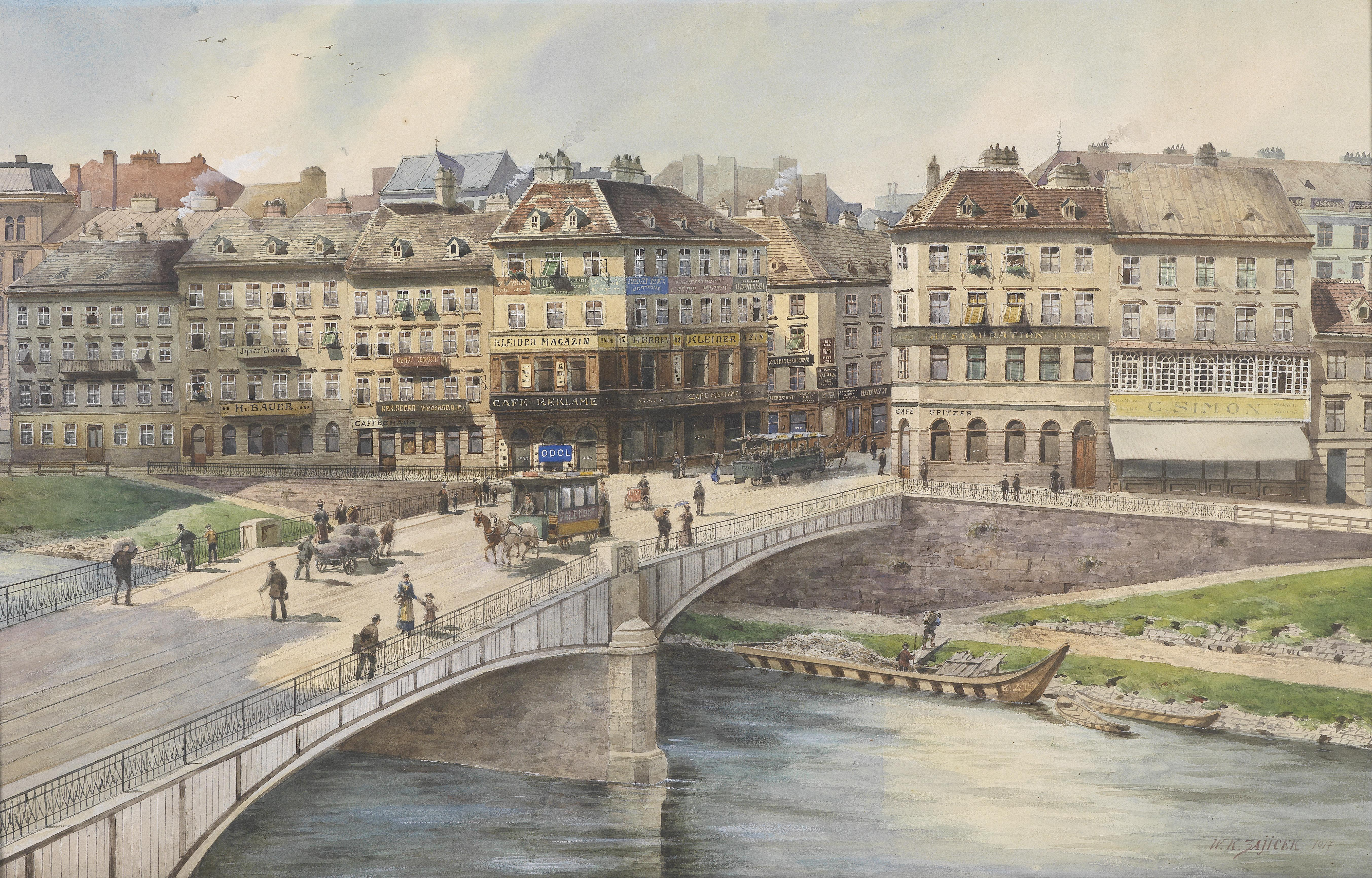
„Blick über den Donaukanal“, Aquarell (1917) von Carl Wenzel Zajicek. Rechts neben der Brücke das Café Spitzer.

Die Wiener Version wurde am 8. November 1890 von der Budapester Orpheumgesellschaft unter dem Titel Eine Partie Klabrias im Café Spitzer aufgeführt. Regie führte Ferdinand Grünecker. Die Musikkomposition, der „Klabriasmarsch“, wurde von M. O. Schlesinger geschrieben. Die Rollen wurden von Ferdinand Grünecker (Simon Dalles), Max Rott (Jonas Reis), Benjamin Blaß (Kibitz Dowidl), Karl Hornau (Prokop Janitschek), Kathi Hornau (Frau Reis) und Anton Rheder (Kellner Moritz) gespielt.
Die „Klabriaspartie“ stand 35 Jahre lang, bis 1925, auf dem Spielplan der „Budapester“. Der Text wurde im Verlauf der Spielzeit mehrfach umgeschrieben und erweitert, unter anderem durch Adolf Glinger. Auch die Besetzung wechselte ständig. Nach Grünecker übernahm Ensembleleiter Heinrich Eisenbach die Rolle des Simon Dalles, Josef Bauer den Kibitz und Josef Koller den Moritz.
In der letzten Version lautete die Besetzung: Adolf Glinger (Dalles), Sigi Hofer (Reis), Armin Berg (Dowidl), Hans Moser (Janitschek), Paula Walden (Frau Reis) und Leo Ginsberger (Moritz).
1891 wurde die deutschsprachige Version des Stücks erstmals in Budapest (damals noch zu einem großen Teil deutschsprachig bewohnt) aufgeführt, wo es wie in Berlin (am Gebrüder-Herrnfeld-Theater) ebenfalls ein großer Erfolg war und von vielen weiteren Bühnen immer wieder gespielt wurde. Auch später im amerikanischen Exil wurde die Klabriaspartie weiterhin aufgeführt, etwa 1942 im Pythian Theatre New York durch Kurt Robitschek, mit Robitschek als Kibitz, Armin Berg als Reis, Oscar Karlweis als Janitscheck und Karl Farkas als Moritz.

1952 brachte Farkas das Stück wieder in Wien auf die Bühne, im Kabarett Simpl. 1961 schrieb er, ebenfalls für das Simpl, eine (auch sprachlich) modernisierte Neufassung, in der außerdem manche Figuren andere Namen hatten, es spielten u. a. Karl Farkas (Reis), Fritz Muliar (Hlawek, der Böhme), Ossy Kolmann (Josef, der Kellner), Maxi Böhm (Schigerl, der Kibitz). Seit 2008 ist die ursprüngliche Klabriaspartie wieder jeden Sommer in einer etwas gekürzten Version im Café Landtmann zu sehen.
Die Klabriaspartie zog mindestens fünf Fortsetzungen nach sich. Die erste war Die Klabriaspartie vor Gericht, Uraufführung: spätestens am 10. Jänner 1891, wieder in den Folies Caprice in Budapest. Autor: wahrscheinlich Oroszy, oder auch Albert Hirsch. Es folgten Die Klabriaspartie beim Heurigen (wohl 1892 oder 1893, Autor: vermutlich Josef Philippi), und Die Klabriaspartie im Aschanti-Dorf (verfasst von Josef Armin oder Josef Philippi 1896), außerdem finden wir die Klabriaspartie sogar im Olymp und auf der Reise nach Chicago. Das Stück wurde auch parodiert: Die klassische Klabriaspartie (1900) von Julius Bauer (und/oder Rudolf Schanzer, im Kabarett Schall und Rauch 1901), hier wurden die Gestalten des Einakters durch „klassische“ jüdische Theaterfiguren wie Nathan und Shylock ersetzt.

## Handlung
Das Stück handelt von den Schicksalen kleiner Hausierer und Schnorrer, deren Leben als „Luftmenschen“ und ihrem Kampf ums tägliche Brot. Sie finden ihren Trost beim Karten-, Domino- und Würfelspiel, darunter auch das Kartenspiel Klabrias, ein Spiel für drei Personen.

## Rollen
Die in diesem Stück handelnden Figuren sind:
- Simon Dalles, jüdischer Kartenspieler
- Jonas Reis, jüdischer Kartenspieler
- Prokop Janitschek, böhmischer Kartenspieler
- Moritz, Kellner
- Kiebitz Dowidl
- Frau Reis

Hauptfigur ist Simon Dalles, dessen Name sich vom jiddischen Wort „dáleß“ für „Armut“ oder „Elend“ ableitet. Die jüdischen Charaktere sprechen im jüdischen Jargon, der Böhme „böhmakelt“.

## Rezeption
„Jahrhunderte alt ist die Leuchtkraft des jüdischen Witzes. Die eisgraue Klugheit seiner Logik, die wirklichkeitsscheue, aus bitterbösesten Leid geborene Skepsis seiner Weltbetrachtung, die Unerotik seines Inhalts, lassen es eigentlich nicht recht erklärlich erscheinen, warum der jüdische Witz sich so sieghaft selbst den Wirtsvölkern gegenüber durchgesetzt hat. Selbst der Radauantisemitismus muß sich, wenn er ‚satirisch‘ werden will, seine geistige Minderbemitteltheit mit jüdischen Witzanleihen aufputzen. Der jüdische Witz ist, ohne daß man dabei sehr übertreibt, das Salz aller schöngeistigen Suppen, die heute hierzulande zubereitet werden. So erstaunlich es nun klingt, es ist doch wahr: als die Mutter aller jüdischen Witze von Wien bis Neutitschein und von Budapest bis Boskowitz gilt: Die Klabriaspartie. Sie enthält im Urkeim alles, worauf dann fünfzig Jahre jüdische Theaterkomik weitergebaut hat. Was heutzutage an jüdischen Witzen erzählt wird, war irgendwie schon in der ‚Klabriaspartie‘ da, und wenn der Witzblattleser oder der Operettenbesucher die Witzefabrikation von heute mit den Worten charakterisiert: ‚Gott, wie alt!‘, so hat man fast immer recht: fünfzig Jahre alt, aus der Klabriaspartie...“

## Verfilmung
- Die Klabriaspartie (1916, Regie: Danny Kaden), basierend auf der Bühnenversion des Berliner Herrnfeld-Theaters, mit Leonhard Haskel (Dalles), Siegfried Berisch (Dowidl), Erich Schönfelder (Moritz), u. a.